# (37452) Spirit
Pour les articles homonymes, voir Spirit.
(37452) Spirit est un astéroïde de la ceinture principale découvert le 24 septembre 1960 par le trio d'astronomes néerlandais Cornelis Johannes van Houten, Ingrid van Houten-Groeneveld et Tom Gehrels. Sa désignation provisoire était 4282 P-L.
Il a été baptisé selon le nom du robot explorateur Spirit, déposé sur Mars le 3 janvier 2004. Ce robot a lui-même été baptisé selon « l'esprit pionnier » (pioneering spirit) qui a présidé à la conquête de l'Ouest.